# Terrapin Station (Limited Edition)
Pour les articles homonymes, voir Terrapin.
Albums de Grateful Dead
Dick's Picks Volume 8
(1997) Dick's Picks Volume 9
(1997)
Terrapin Station (Limited Edition) est un album live du Grateful Dead sorti en 1997.
Ce coffret de 3 CD présente l'intégralité du concert donné le 15 mars 1990 au Capital Centre de Landover, dans le Maryland. Donné pour le cinquantième anniversaire de Phil Lesh, il se clôt sur une reprise de Revolution des Beatles, une chanson appréciée de Lesh mais peu jouée par le groupe.

## Titres

### CD 1
1. Jack Straw (Robert Hunter, Weir) – 6:19
2. Sugaree (Hunter, Garcia) – 11:14
3. Easy to Love You (Barlow, Mydland) – 6:32
4. Walkin' Blues (Robert Johnson) – 6:12
5. Althea (Hunter, Garcia) – 8:32
6. Just Like Tom Thumb's Blues (Dylan) – 6:57
7. Tennessee Jed (Hunter, Garcia) – 9:17
8. Cassidy (Barlow, Weir) – 6:12
9. Don't Ease Me In (trad.) – 6:02

### CD 2
1. China Cat Sunflower (Hunter, Garcia) – 6:27
2. I Know You Rider (trad.) – 6:50
3. Samson and Delilah (trad.) – 7:07
4. Lady with a Fan / Terrapin Station (Hunter, Garcia) – 14:23
5. Mock Turtle Jam (Grateful Dead) – 8:23
6. Drums (Hart, Kreutzmann) – 6:16

### CD 3
1. And (Bob Bralove, Hart, Kreutzmann) – 3:43
2. Space (Garcia, Lesh, Mydland, Weir) – 10:06
3. I Will Take You Home (Mydland) – 4:20
4. Wharf Rat (Hunter, Garcia) – 10:59
5. Throwing Stones (Barlow, Weir) – 8:59
6. Not Fade Away (Holly, Petty) – 9:21
7. Revolution (Lennon, McCartney) – 5:07

## Musiciens
- Jerry Garcia : guitare, chant
- Mickey Hart : batterie
- Bill Kreutzmann : batterie
- Phil Lesh : guitare basse, chant
- Brent Mydland : claviers, chant
- Bob Weir : guitare, chant